# Emmanuel Lévinas
Emmanuel Lévinas (o Levìnas) (Kaunas, 12 gennaio 1906 – Clichy, 25 dicembre 1995) è stato un filosofo francese di origini ebraico-lituane.

## Biografia
Nato il 12 gennaio del 1906 a Kaunas, in Lituania, Emmanuel Lévinas iniziò adolescente la sua formazione intellettuale attraverso lo studio della tradizione ebraica e dei classici della letteratura russa, quali Puškin, Turgenev, Lermontov, Dostoevskij, Gogol' e Tolstoj.

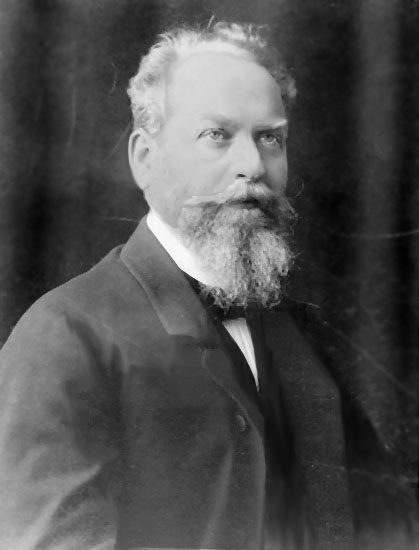
Edmund Husserl. L'incontro con la fenomenologia husserliana fu, secondo Lévinas, il «momento decisivo» della sua formazione filosofica.

Nel 1917, all'età di undici anni, visse le vicende della rivoluzione russa a Charkiv, in Ucraina. Trasferitosi nel 1923 in Francia, frequenta l'Università di Strasburgo, seguendo i corsi di Charles Blondel e Halbwachs. A partire dal 1928-1929, Lévinas si reca presso Friburgo per ascoltare le lezioni di Husserl, ma – racconta l'Autore – ivi trovò Heidegger. Nel 1929, inoltre, presenzia ai seminari di Davos, assistendo al confronto fra Heidegger e Cassirer. Ultimato, nel 1930, il dottorato di ricerca con una tesi intitolata La teoria dell'intuizione nella fenomenologia di Husserl (La théorie de l'intuition dans la phénoménologie de Husserl), questa sarà pubblicata lo stesso anno, concorrendo alla diffusione della fenomenologia husserliana in Francia. Nell'ambiente della Sorbona stringe i suoi rapporti con Wahl (già suo relatore di tesi), Marcel, che lo invita alle sue riunioni del sabato sera, e con la giovane avanguardia.

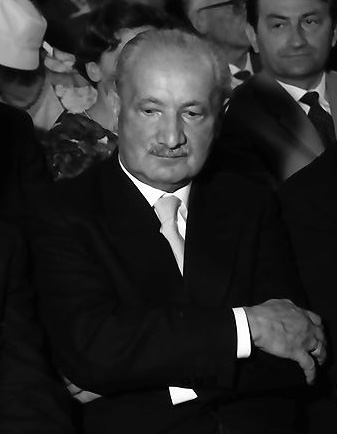
Martin Heidegger. Lévinas ritenne la filosofia heideggeriana il punto in cui la fenomenologia «ha forse raggiunto il suo culmine», e cionondimeno egli non poté mai scusare «lo Heidegger del 1933-34».

A partire dal 1931 risiede a Parigi, dove insegna all'École normale israelite orientale (assumendone la direzione dal 1946 al 1961), acquisendo convintamente la cittadinanza francese. Ivi ha modo d'incontrare Lacan, Merleau-Ponty, Aron, e di frequentare le importanti lezioni di Kojève. Nel 1932, Lévinas faceva tappa in Lituania per convolare a nozze con Raïssa Lévy, dalla cui unione nasceranno due figlie femmine, Simone e Andrée Éliane (quest'ultima, prematuramente scomparsa), e un maschio, Michaël. Allo scoppio della seconda guerra mondiale, nel 1939, Lévinas, chiamato alle armi, è catturato dai nazisti e condotto in un campo di concentramento col numero 1492. Durante gli anni di deportazione, periodo in cui l'Autore perdette quasi tutti i suoi congiunti (la moglie si salvò solo perché trovò rifugio in un convento di suore cattoliche), Lévinas mise insieme delle annotazioni, che saranno pubblicate postume, nel 2009, col titolo di Quaderni di prigionia (Carnets de captivité). Dell'esperienza dell'orrore nazionalsocialista dirà: «Fummo spogliati della nostra pelle di uomini. Non eravamo altro che una congerie di esseri inferiori. La mia biografia è dominata dal ricordo dell'abominio nazista».
Tornato in Francia, prese a collaborare con Wahl al Collège Philosophique, ove presenterà, tra il 1946 e il 1947, le quattro conferenze dedicate ai temi de Il Tempo e l'Altro (Le Temps et l'Autre), e, dal 1957, inizia le letture e i commenti del Talmud ai Colloques des Intellectuels Juifs de Langue Française, sulla scorta dell'insegnamento di Chouchani. Lontano dagli -ismi coevi (esistenzialismo, marxismo), Lévinas non aderì al movimento comunista, in quanto – sosterrà l'Autore – «rimanere non comunista significava conservare la propria libertà di giudizio in uno scontro di forze» (dopo la fine dell'esperienza del socialismo reale, tuttavia, Lévinas dichiarerà, in un'intervista rilasciata alla Spinelli, che il comunismo, «nonostante tutti gli eccessi e gli orrori, [...] rappresentava pur sempre un'attesa. Attesa di poter raddrizzare i torti fatti ai deboli, attesa di un ordine sociale più giusto»). Critico nei confronti dello strutturalismo, concentrandosi quest'ultimo sull'elemento incidentale della forma, e trascurando il senso (alla cui origine, invece, «sta la Parola di Dio»), Lévinas si oppone a Lévi-Strauss, il cui saggio, Tristi tropici, è definito come «il libro più ateo scritto ai nostri giorni, il libro assolutamente disorientato e più disorientante». All'indomani delle contestazioni del 1968, l'Autore dichiarerà la propria distanza da quel fenomeno che sembrava aver condannato tutti i valori come prodotti borghesi («Nel 1968, avevo l'impressione che tutti i valori fossero messi in forse come borghesi. Era impressionante. Eccetto uno: Altri»).
Nel 1961, frattanto, vede la luce il capolavoro lévinasiano, Totalità e Infinito. Saggio sull'esteriorità (Totalité et Infini. Essai sur l'exteriorité), e, fra il 1964 e il 1976, insegna nelle università di Poitiers (1964 – 1967), di Paris-Nanterre (1967 –1973) e alla Sorbona (1973–1976).
Insignito nel 1989 del Premio Balzan per la Filosofia, Lévinas muore a Parigi nel 1995 (sarà dipoi tumulato nel cimitero parigino di Pantin e ricordato da Derrida), concludendo una lunga carriera intellettuale che lo fece considerare una «delle alternative più geniali ed affascinanti, da un lato, alla crisi dei sistemi totalizzanti ogni forma di senso, come lo storicismo idealistico e quello marxistico, e, dall'altro, alle tentazioni post-moderne della messa in questione e/o la frantumazione di ogni possibile senso, come nel nietzschianesimo, nello strutturalismo, nel decostruzionismo» (Ferretti), risultando essere uno «dei filosofi essenziali [della] fine del secolo ventesimo» (Salomon Malka).

## Filosofia
«Mi sembra che, con Gadamer, Emmanuel Lévinas sia stato, tra i filosofi che ho conosciuto, quello che mi è riuscito più amabile. La distanza tra i nostri due linguaggi è, ovviamente, incolmabile. Una ventina d'anni fa, in una tavola rotonda a due, a Bergamo, ci trovammo però d'accordo nel riconoscere, in termini appropriati, questa incolmabilità. Per esprimermi in maniera semplice: lui vede nell'essere la radice della violenza; nei miei scritti si mostra che tale radice (che è insieme la radice dell'errare) è la negazione dell'essere. Quando sosteneva il nostro esser-per-l'altro – cioè la nostra responsabilità di fronte all'altro, il nostro essere ostaggio dell'altro, la primarietà dell'etica ecc. – si arrabbiava molto con chi gli dava torto (ed era plausibile che anche l'altro si arrabbiasse), e non gli sto certo rivolgendo una critica filosofica.
Ma quando non parlava di filosofia (almeno questa è la mia esperienza) era amabilmente mite e disarmante».
(E. Lévinas-A. Peperzak, Etica come filosofia prima [1989], trad. it. di F. Ciaramelli, Guerini e Associati, Milano 2001, III, 4, p. 56.)

### L'etica come filosofia prima
La riflessione lévinasiana trae le mosse dalla ridiscussione della centralità dell'interrogativo circa l'essere: «Essere o non essere – è proprio questo il problema? È proprio questa la prima e l'ultima questione? L'essere umano consiste davvero nello sforzarsi d'essere e nella comprensione del senso dell'essere – la semantica del verbo essere – è davvero la prima filosofia che s'impone a una coscienza, la quale sarebbe fin dall'inizio sapere e rappresentazione, e manterrebbe la propria baldanza nell'essere-per-la-morte, si affermerebbe come lucidità di un pensiero che pensa sino alla fine, sino alla morte e persino nella sua finitudine – già o ancora buona e sana coscienza che non s'interroga sul suo diritto d'essere – sarebbe o angosciata o eroica nella precarietà della sua finitudine?» (Etica come filosofia prima, III, 6). Lévinas, infatti, critica la tradizione filosofica occidentale che ha considerato l'ontologia come filosofia prima, consistendo quest'ultima nella «conquista dell'essere da parte dell'uomo attraverso la storia», ossia nella «riduzione dell'Altro all'Identico» (Ivi, II, 1). Nel misconoscimento dell'insostituibilità d'Altri («l'unicità non-intercambiabile»), cioè nella sussunzione «sotto un concetto» dell'essere estraneo, «si dissolve l'alterità dell'Altro». La vita della coscienza – scrive l'Autore – è sapere, «una relazione del Medesimo con l'Altro in cui l'Altro si riduce al Medesimo e si spoglia della sua estraneità, in cui il pensiero si rapporta all'altro, ma in cui l'altro non è più altro in quanto tale, in cui è già proprio, è già mio». La coscienza, lo psichismo, il sapere («la cultura dell'immanenza»), sono le qualità del Dasein (perché – avverte Lévinas – l'Esserci heideggeriano è il sostituto dell'anima e dell'Io), che è libertà e autonomia. Altri, invero, – si legge in Totalità e Infinito – «viene da una dimensione di maestosità», di trascendenza, sicché sfugge alla «meravigliosa autarchia dell'Io», offrendosi invece nell'epifania del volto (la cui espressione è «invito a parlare a qualcuno»). Volto che nella «franchezza assoluta del suo sguardo» convoca il Sé, come fosse un ostaggio, alla propria responsabilità, e questa – conclude il filosofo lituano – è forse solo «un nome più forte per dire l'amore». Davanti ad Altri, infatti, il Sé si tira indietro, giacché si è responsabili della solitudine mortale del prossimo prima di aver da essere. In questa irruzione dell'umano nell'ontologico si concentra il senso della speculazione filosofica del Lévinas, il quale afferma l'etica come filosofia prima, ovverosia la posizione di un Io che, pascalianamente, «all'apice della sua incondizionata identità, può pure confessarsi io detestabile».

### Il volto dell'Altro
La filosofia lévinasiana assegna, come già segnalato, grande importanza all'epifania del volto dell'Altro, la quale – osserva l'Autore in Umanesimo dell'altro uomo – «è visitazione» e vita («l'epifania del viso è vivente»), non già mero fenomeno (che, invece, è «immagine, manifestazione prigioniera della sua forma plastica e muta»). L'epifania del volto è, infatti, coinvolgimento immediato nell'etico. Epifania sottratta a ogni tematizzazione e oggettivazione, giacché «il volto non viene conosciuto», essendo il suo senso precedente ogni conferimento di senso da parte del Sé (Sinngebung). La nudità del volto tramite cui l'Altro si rivela al Sé (la «nudità dignitosa») esprime una «povertà essenziale», perché è esposizione alla minaccia cui potrebbe incorrere (è «come se ci invitasse a un atto di violenza»), e tuttavia essa comanda di non uccidere. L'incontro col volto d'Altri, nella sua obbligante indigenza, «conduce al di là», «fa uscire dall'essere in quanto correlativo di un sapere», è l'evento che permette il venire all'idea di Dio. L'espressione del volto dell'Altro, inoltre, «impegna a far società con lui», è «appello dell'uno all'altro», giacché «il volto parla». Il volto, dunque, è condizione di ogni discorso, e nel dialogo, inteso come un rispondere, ossia un essere responsabili per qualcuno, si dà l'autentica relazione.

## Opere
- Emmanuel Lévinas, Eros, letteratura e filosofia, a cura di Jean-Luc Nancy, Danielle Cohen-Levinas e Silvano Facioni, Milano, Bompiani, 2017, ISBN 978-88-452-9350-4.
- Emmanuel Lévinas, Gabriel Marcel e Paul Ricœur, Il pensiero dell'altro, a cura di Franco Riva, traduzione di Maria Pastrello, Roma, Edizioni Lavoro, 2008, ISBN 978-88-7313-241-7.
- Emmanuel Lévinas, Parola e silenzio e altre conferenze inedite al Collège Philosophique, Milano, Bompiani, 2012, ISBN 978-88-452-7097-0.
- Emmanuel Lévinas, Quaderni  di prigionia e altri inediti, a cura di Silvano Facioni, Milano, Bompiani, 2011, ISBN 978-88-452-6686-7.
- Emmanuel Lévinas, Alterità e trascendenza, traduzione di Simone Regazzoni, Genova, Il Melangolo, 2006, ISBN 978-88-7018-613-0.
- Emmanuel Lévinas, La traccia dell'altro, Napoli, Pironti, 1979, ISBN non esistente.
- Emmanuel Lévinas, Dell'evasione, commento e note di Jacques Rolland, Napoli, Cronopio, 2008, ISBN 978-88-89446-36-2.
- Emmanuel Lévinas, Etica e infinito. Il volto dell'altro come alterità etica e traccia dell'infinito, traduzione di Emilio Baccarini, Roma, Città Nuova, 1984, ISBN 978-88-311-0066-3.
- Emmanuel Lévinas, Dal sacro al santo. La tradizione talmudica nella rilettura dell'ebraismo post-cristiano, traduzione di Ornella Maria Nobile Ventura, Roma, Città Nuova, 1985, ISBN 978-88-311-0068-7.
- Emmanuel Lévinas, L'aldilà del versetto: letture e discorsi talmudici, a cura di Giuseppe Lissa, Napoli, Guida, 1986, ISBN non esistente.
- Emmanuel Lévinas, Dall'esistenza all'esistente, premessa all'edizione italiana di Pier Aldo Rovatti, traduzione dal francese di Federica Sossi [1986], Bologna, Marietti, 2019  [1947], ISBN 978-88-211-1209-6.
- Emmanuel Lévinas, Fuori dal soggetto, traduzione di Francesco Paolo Ciglia, Genova, Marietti, 1992, ISBN 978-88-211-8656-1.
- Emmanuel Lévinas, Su Blanchot, traduzione di Augusto Ponzio, Bari, Palomar, 1994, ISBN 978-88-7600-038-6.
- Emmanuel Lévinas, Alcune riflessioni sulla filosofia dell'hitlerismo, traduzione di Andrea Cavalletti e Stefano Chiodi, introduzione di Giorgio Agamben, con un saggio di Miguel Abensour, Macerata, Quodlibet, 1996, ISBN 978-88-86570-23-7.
- Emmanuel Lévinas, Dio, la morte e il tempo, Milano, Jaca Book, 1996, ISBN 978-88-16-40419-9.
- Emmanuel Lévinas, Di Dio che viene all'idea, a cura di Silvano Petrosino, traduzione di Giulio Zennaro, Milano, Jaca Book, 2007  [1986], ISBN 978-88-16-40171-6.
- Emmanuel Lévinas, Tra noi, Milano, Jaca Book, 1998, ISBN 978-88-16-40486-1.
- Emmanuel Lévinas, Nell'ora della nazioni. Letture talmudiche e scritti filosofico-politici, a cura di Silvano Facioni, Milano, Jaca Book, 2000, ISBN 978-88-16-40533-2.
- Emmanuel Lévinas, La teoria dell'intuizione nella fenomenologia di Husserl, a cura di Silvano Petrosino, Milano, Jaca Book, 2002  [1930], ISBN 978-88-16-40608-7.
- Emmanuel Lévinas, Difficile libertà. Saggi sul giudaismo, a cura di Silvano Facioni, Milano, Jaca Book, 2004, ISBN 978-88-16-40649-0.
- Emmanuel Lévinas, Altrimenti che essere o al di là dell'essenza, traduzione di Silvano Petrosino e Maria Teresa Aiello, introduzione di Silvano Petrosino, Milano, Jaca Book, 2011  [1974], ISBN 978-88-16-40112-9.
- Emmanuel Lévinas, Quattro letture talmudiche, a cura di Alberto Moscato, Genova, Il Melangolo, 2008, ISBN 978-88-7018-393-1.
- Emmanuel Lévinas, Martin Buber, traduzione di Corrado Armeni, Roma, Castelvecchi, 2014, ISBN 978-88-6826-181-8.
- Emmanuel Lévinas, Nomi propri, traduzione di Corrado Armeni, Roma, Castelvecchi, 2014, ISBN 978-88-6826-072-9.
- Emmanuel Lévinas, Kierkegaard, traduzione di Corrado Armeni, Roma, Castelvecchi, 2013, ISBN 978-88-7615-889-6.
- Emmanuel Lévinas, Umanesimo dell'altro uomo, introduzione e traduzione di Alberto Moscato, Genova, Il Melangolo, 1985  [1972], ISBN 88-7018-068-9.
- Emmanuel Lévinas e Philippe Nemo, Etica e Infinito. Dialoghi con Philippe Nemo, a cura di Franco Riva, traduzione di Maria Pastrello e Franco Riva, Roma, Castelvecchi, 2012  [1982], ISBN 978-88-7615-811-7.
- Emmanuel Lévinas e Bernhard Casper, In ostaggio per l'Altro, a cura di Adriano Fabris, Pisa, Edizioni ETS, 2012, ISBN 978-88-467-3283-5.
- Emmanuel Lévinas, Il Tempo e l'Altro, a cura di Francesco Paolo Ciglia, Il Melangolo, 1997, ISBN 978-88-7018-056-5.
- Emmanuel Lévinas, Trascendenza e Intelligibilità, a cura di Franco Camera, 2ª ed., Genova-Milano, Marietti, 2009  [1984], ISBN 978-88-211-8818-3.
- Emmanuel Lévinas e Adriaan Peperzak, Etica come filosofia prima, a cura di Fabio Ciaramelli, Milano, Guerini e Associati, 2001  [1989], ISBN 978-88-7802-112-9.
- Emmanuel Lévinas, Totalità e Infinito. Saggio sull'esteriorità, traduzione di Adriano Dell'Asta, introduzione di Silvano Petrosino, Milano, Jaca Book, 1980  [1961], ISBN non esistente.